# Swoiia
Катери́на І́горівна Гуменюк (нар. 4 липня 1994, Донецьк), більш відома, як Ассоль (Assol) та Swoiia — українська співачка та музикантка.

## Життєпис
Народилася у Донецьку, Україна. Батько співачки бізнесмен та колишній народний депутат Ігор Гуменюк.
У 2012 році пісня закінчення середньої школи в Донецьку вирушила на навчання до Англії. Спочатку вона навчалася на юридичному факультеті лондонського Coventry University, де вивчала цивільне правознавство. У 2016 році вона отримала диплом юриста з відзнакою та за рік вступила до магістратури за спеціальністю «Готельний та туристичний менеджмент», яку закінчила у 2019 році.

## Творча діяльність
У три роки стала займатися вокалом, у сім років вийшов її перший диск «Алые паруса». На його підтримку було організовано шоу «Ассоль и её друзья». Тоді ж Assol отримала два дипломи російського комітету реєстрації рекордів планети «як наймолодший виконавець», що випустив свій компакт-диск і дав сольний концерт. У 8 років відбувся другий сольний концерт — «Звезда Ассоль» у НПМ «Україна».
У 2004 році Assol брала участь у концерті «Пісня року 2004». Того ж року вона знялася у російському телесеріалі Світлани Дружиніної «Таємниці палацових переворотів». Вона зіграла племінницю цариці — Анну Леопольдівну.
У грудні 2005 р. співачка брала участь у зйомках програми «Шлягер року» для каналу «УТ-1»; у ювілейній програмі «10 років Шлягеру», де вона та автор пісні «Считалочка» Д. Муравецький отримали дипломи; у концерті «Золота Шарманка», де отримала міжнародну премію. Того ж року вона виконала пісню Миколи Мозгового «Край, мій рідний край» у новорічному мюзиклі «Метро» на каналі «1+1».
У квітні 2006 року відбулася презентація кліпу на пісню «Оле-оле». Кліпмейкером кліпу виступив Вадим Якіменюк. З цього часу починається тісна творча робота із Дмитром Муравицьким (Муріком). Він виступає автором і композитором пісень Ассоль. З піснею «Небо» Assol кілька тижнів тримається на лідируючих позиціях у всеукраїнському хіт-параді «Золота Шарманка» на «УТ-1».

### 2006—2010: «О тебе»
У 2006—2007 рр. з'являється два нових кліпи співачки — переддень Нового Року кліп «Снег», навесні — «Поздравляю».
3 червня 2008 року в київському клубі «Арена» відбулася презентація другого альбому Assol «О тебе». 
Після цього Assol зробила тривалу перерву в концертній діяльності, під час якої знаходилась в Об'єднаному Королівстві, де відточувала свою вокальну майстерність. Там вона й зайнялась підготовкою музичного матеріалу, у чому чималу роль зіграв відомий співак і продюсер Дмитро Клімашенко, співвласник продюсерського центру «DK & MOON». Саме він виступив автором пісень і музичним продюсером альбому.
У жовтні 2009 року Assol заявляє про повернення і починає активну роботу на звукозаписній студії Дмитра Климашенка. Співачка змінює музичний стиль на користь R&B. 1 грудня того ж року вона виступає на концерті «SOSстрадание», кошти від якого пішли на допомогу хворим на СНІД.
18 січня 2010 року відбулася офіційна презентація пісні «Я не предам».

### 2011—2015: «X-Фактор»
У 2012 році брала участь у кастингу третього сезону талант-шоу «X-Фактор», отримавши чотири «так» вона потрапила до тренувального табору. Вже після наступного етапу вона покинула шоу.

### 2016—2019: «Голос країни»
У 2016 році взяла участь в шостому сезоні талант-шоу «Голос країни». На проєкт вона прийшла під справжнім ім'ям, відмовившись від псевдоніма Ассоль. На етапі сліпих прослуховувань вона виконала пісню гурту «Океан Ельзи» «Без бою» та потрапила до команди Потапа. На етапі дуелей Гуменюк поступилася Анастасії Прудиус, проте її «врятував» Іван Дорн, забравши у свою команду. Вже на наступному етапі вона покинула шоу.
У 2017 вийшов третій альбом Ассоль «Летопись», до якого увійшло сім композицій.

### 2020—дотепер: Відбір на «Євробачення-2020»
20 січня 2020 року стало відомо, що Assol з пісню «Save It» братиме участь у Національному відборі на «Євробачення-2020». Вона виступила у першому півфіналі нацвідбору 8 лютого, але за результати голосування не пройшла до фіналу. Вже наступного тижня вийшло музичне відео на конкурсну пісню, зняте режисером Трентом Пазлем.

## Дискографія

### Студійні альбоми
- 2000: Алые паруса
- 2008: О тебе
- 2017: Летопись

### Пісні
Пісні, що не входять до студійних альбомів.
- Я не предам (2010)
- Save It (2020)

## Музичні відео
| Рік  | Назва         | Режисер        | Дж.    |
| ---- | ------------- | -------------- | ------ |
| 2010 | «Я не предам» | Катерина Царик |        |
| 2020 | «Save It»     | Трент Пазл     | [ 10 ] |

## Фільмографія
| Рік  |    | Українська назва               | Оригінальна назва           | Роль              |
| ---- | -- | ------------------------------ | --------------------------- | ----------------- |
| 2008 | тф | Таємниці палацових переворотів | Тайны дворцовых переворотов | Анна Леопольдівна |

## Нагороди
- Лауреат національної програми «Людина року» в номінації «Юний талант»;
- Нагорода міжнародного рейтингу «Золота фортуна»;
- Перемога на дитячому «Слов'янському базарі 2000»;
- Друге місце в хіт-параді на «Муз-ТВ».

## Особисте життя
19 вересня 2019 року одружилася з бізнес-аналітиком Артемом Тараненком. У 2024 році розлучилась з чоловіком.